# Tribunal de las Aguas de Valencia
El Tribunal de las Aguas de la Vega de Valencia, conocido también como Tribunal de las Aguas  (en valenciano, Tribunal de les Aigües), es una institución de Justicia encargada de dirimir los conflictos derivados del uso y aprovechamiento del agua de riego entre los agricultores de las Comunidades de Regantes de las acequias que forman parte de él (Quart, Benàger i Faitanar, Tormos, Mislata, Mestalla, Favara, Rascanya, Rovella y Chirivella). 
El 30 de septiembre de 2009 es designado Patrimonio Cultural Inmaterial de la Humanidad.

...testimonio único de una tradición cultural viva: la de la justicia y el gobierno democrático y autogestionario de las aguas por parte de los campesinos andalusíes en el ámbito de las huertas que rodeaban las grandes ciudades de la fachada mediterránea de la Península Ibérica...

## Funcionamiento
Es un tribunal consuetudinario, formado por un representante de cada una de las Comunidades de Regantes que forman parte —ocho en total, denominados Síndicos— y, de entre ellos, uno es elegido presidente por un tiempo que normalmente es de un bienio, renovable.   
Cada jueves de la semana (excepto los festivos que se anticipa al miércoles y aquellos que van desde Navidad a Reyes) se reúne en sesión pública a las 12 en punto del mediodía y posteriormente se celebra la sesión administrativa en la Casa Vestuario de la plaza de la Virgen de Valencia para discutir diversos asuntos, principalmente la distribución del agua. Pero es a las 12 en punto del mediodía, mientras suenan las campanas del Miguelete, cuando el Tribunal se constituye formalmente en la Puerta de los Apóstoles de la catedral de Valencia, en la misma plaza. Es entonces cuando el alguacil, con el permiso del presidente, llama a los denunciados de cada una de las acequias, con la tradicional frase: “denunciats de la séquia de...! ”. El juicio se desarrolla de forma rápida, oral e íntegramente en valenciano. El denunciante, que puede ser el guarda o cualquier afectado, expone el caso ante el Tribunal, y después el denunciado se defiende a sí mismo y responde a las preguntas que se le formulan. Es a continuación cuando el Tribunal, con la excepción del síndico de la acequia en cuestión, para garantizar la imparcialidad, decide la culpabilidad o no del denunciado, y en caso afirmativo, es el síndico de la acequia quien impone la pena a pagar por el infractor, de acuerdo con las Ordenanzas de la propia Comunidad de Regantes. Todavía hoy en día la pena se impone en “sueldos”, tal y como se hacía en época medieval, entendiéndose actualmente por “1 sueldo”, el sueldo diario del guarda de la acequia. 
Las características del Tribunal se pueden definir según el Profesor Víctor Fairén Guillén en: oralidad, concentración, rapidez y economía. Y el Profesor Vicente Simó Santonja pone de relieve por encima de estas características la solidaridad que rige en la organización.
Son objeto de la jurisdicción del Tribunal de las Aguas: los mismos miembros del Tribunal, las Comunidades de Regantes, los atandadores, las personas jurídicas (por ejemplo, las Cámaras Agrarias), los arrendatarios, los comuneros, los concesionarios de aguas, los regantes, los propios denunciantes y terceras personas. Pueden denunciar delante del Tribunal los síndicos, los elets que forman parte de la junta de cada Comunidad, el guarda (que viene a ser como un fiscal) y terceras personas.

## Historia

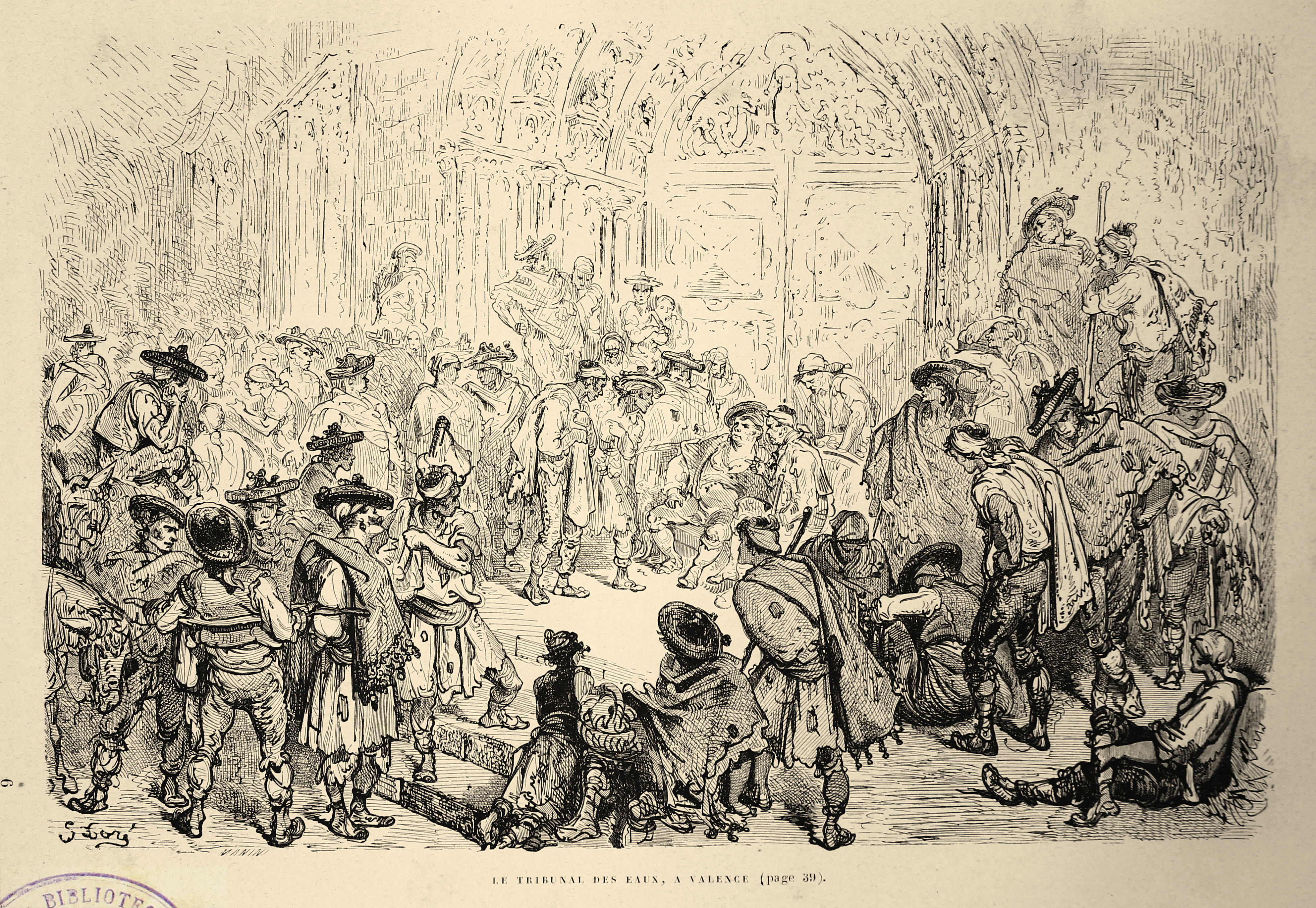
Tribunal de las Aguas de Valencia, de Gustave Doré.

Su origen nos es totalmente desconocido, pese a que lo más probable es que sea una evolución, basada en tradiciones andalusíes anteriores. Algunos historiadores como José Vicente Gómez Bayarri sitúan sus orígenes en la época romana.
La teoría más extendida, pero sin ningún fundamento histórico, se la debemos a Francisco Javier Borrull, defendida en 1813 ante las Cortes de Cádiz para intentar salvarlo de su desaparición. Su hipótesis es que ya existía un antecedente en época romana, pero que su fundación tal y como funciona hoy en día se produjo durante los reinados de los califas Abd al-Rahman III y al-Hakam II, en concreto en el año 960 de nuestra era, sin aclarar de dónde sale la referida fecha. La razón es que es el único momento en que Borrull ve un momento de paz completa en la península, y por lo tanto deduce que de algún momento de los reinados de estos dos califas tuvo que salir la orden. De hecho, en 1960 se celebró el Milenario del Tribunal de las Aguas, impulsado por Vicente Giner Boira, asesor jurídico del Tribunal en aquel momento, y principal defensor de esta teoría en el siglo XX. Una vez “establecido” para Borrull el origen del Tribunal, se aduce la continuidad en época feudal por el Fuero XXXV del rey Jaime I el Conquistador, de 1239, por el que ordena que las acequias se rigen “segons que antigament és e fo establit e acostumat en temps de sarrahïns”. Además, el origen musulmán se ha venido apoyando en tres detalles: el hecho de que se celebre cada jueves (día anterior al viernes, el cual es festivo para los musulmanes); en el exterior de la catedral (antigua mezquita y ágora de la ciudad en tiempos prerromanos); y que el derecho a hablar se otorga en los juicios por el presidente, que señala con el pie (al igual que en muchas tribus nómadas del Norte de África cada hombre sabio otorga la palabra al resto de indígenas de su propia tribu).

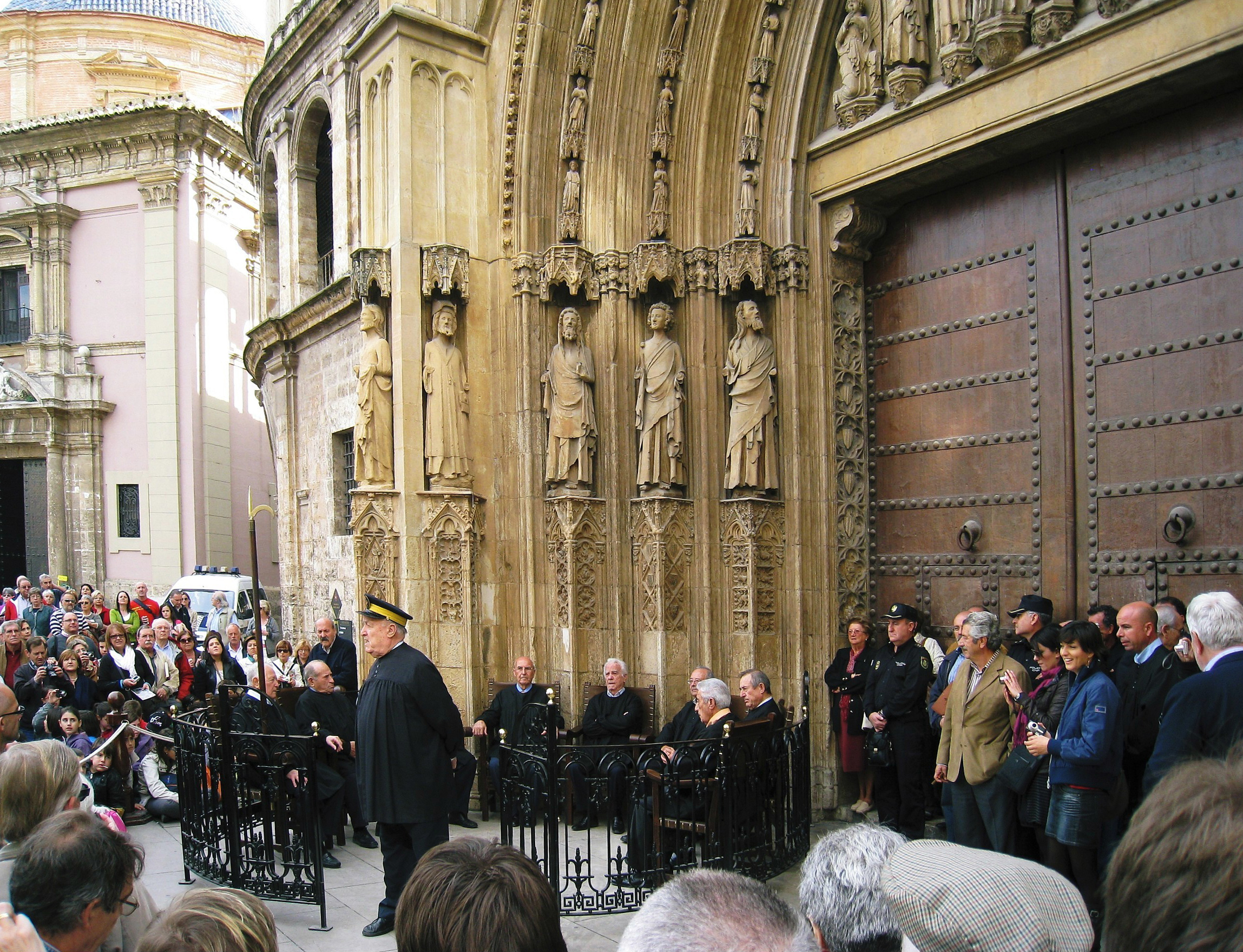
Tribunal de las Aguas de Valencia (2010).

En realidad no tenemos ningún documento que hable expresamente del Tribunal hasta el siglo XVIII, lo que no quiere decir que no existiera antes. Según los Fueros de Valencia la jurisdicción sobre regadíos la tienen los sequiers de cada Comunidad de Regantes. Sabemos que a principios del siglo XV los sequiers de algunas Comunidades de Regantes de la huerta de Valencia ya convocaban a los denunciados los jueves en la plaza de la Seu, pero esto no demuestra la existencia de un Tribunal constituido. Para Thomas Glick, el origen del Tribunal no sería debido a ningún rey o califa, sino que se trataría de una institución de muy larga evolución. Si no tenemos documentación sobre su existencia es porque no tenía un status legal, y como institución jurídica no tenía alguna importancia, puesto que la jurisdicción era de los sequiers. Parece lógico pensar que el objetivo de la reunión conjunta de los sequiers no era tanto el juicio en sí, tal y como se hace hoy en día, sino la consulta entre ellos como máximos conocedores de la realidad de la huerta de Valencia. Es muy probable también que el paso para convertirse de una reunión de sequiers en un Tribunal tal y como lo entendemos hoy en día se produjera precisamente en los mismos años en que Borrull defendía su permanencia en las Cortes de Cádiz, con el objetivo de adecuarlo a la jurisdicción del Estado Liberal. 
Es interesante la descripción del funcionamiento del Tribunal en el siglo XIX que hace Vicente Blasco Ibáñez en su novela La barraca.
En 2023 ha instituido los Premios Tribunal de las Aguas que fueron entregados en solemne acto en el Palau de la Generalidad Valenciana 